# Tolypeutes matacus
L'armadillo dalle tre fasce o mataco (Tolypeutes matacus) è una specie di armadillo sudamericano diffuso nelle regioni geografiche del Mato Grosso e del Chaco, fra Bolivia, Brasile, Paraguay e Argentina.
Misura 35 cm di lunghezza, per un peso di 2 kg: il colore va dal dorato al nerastro.
Assieme al congenere bolita, è l'unica specie di armadillo che riesce a chiudersi completamente a palla, grazie alle ampie porzioni di corazza non collegate da pelle che consentono una discreta mobilità della testa, delle zampe e della coda.
Questa caratteristica è presente già nei cuccioli appena nati.
Anche durante la corsa, questi armadilli poggiano sulla punta delle unghie delle zampe anteriori e sulla pianta dei piedi delle zampe posteriori.
Si nutre principalmente di grosse larve di coleotteri, anche se durante la stagione secca le formiche e le termiti costituiscono parte importante della sua dieta, così come nella stagione delle piogge sale in percentuale il consumo di frutta e materiale vegetale.